# Список послов России и СССР в Италии
В статье представлен список послов СССР и России в Италии.

## Хронология дипломатических отношений
- Июнь 1862 г. — Россия признала Итальянское королевство, установлены дипломатические отношения на уровне миссий.
- 1 июля 1876 г. — миссии преобразованы в посольства.
- 2 марта 1917 г. — дипломатические отношения прерваны после Февральской революции.
- 24 марта 1917 г. — Италия признала Временное правительство России, установлены дипломатические отношения.
- 26 октября 1917 г. — дипломатические отношения прерваны после Октябрьской революции.
- 26 декабря 1921 г. — подписано Предварительное соглашение между РСФСР и Италией (де-факто признание РСФСР Италией).
- 7 — 11 февраля 1924 г. — установлены дипломатические отношения с СССР на уровне посольств.
- 22 июня 1941 г. — дипломатические отношения прерваны Италией, после объявления ею войны СССР.
- 7 —11 марта 1944 г. — дипломатические отношения восстановлены на уровне представительств.
- 25 октября 1944 г. — дипломатические представительства преобразованы в посольства.

## Список послов
| Срок полномочий                   | Посол                                 | Годы жизни | Вручение верительных грамот | Комментарии                                                 |
| --------------------------------- | ------------------------------------- | ---------- | --------------------------- | ----------------------------------------------------------- |
| Российская империя                |                                       |            |                             |                                                             |
| 11 августа 1862 — 3 августа 1864  | Эрнест Густавович Штакельберг         | 1813—1870  |                             | Посланник                                                   |
| 3 августа 1864 — 26 ноября 1869   | Николай Дмитриевич Киселёв            | 1800—1869  |                             | Посланник                                                   |
| 13 декабря 1869 — 12 марта 1891   | Карл Петрович Икскуль фон Гильденбанд | 1817—1894  |                             | Посланник до 1 июля 1876, затем посол                       |
| 12 марта 1891 — 8 июня 1897       | Александр Георгиевич Влангали         | 1823—1908  |                             |                                                             |
| 1 июля 1897—1904                  | Александр Иванович Нелидов            | 1835—1910  |                             |                                                             |
| 1904—1905                         | Лев Павлович Урусов                   | 1839—1928  |                             |                                                             |
| 14 января 1905 — 1 декабря 1908   | Николай Валерианович Муравьёв         | 1850—1908  |                             |                                                             |
| 1909—1912                         | Николай Сергеевич Долгоруков          | 1840—1913  |                             |                                                             |
| 1912—1915                         | Анатолий Николаевич Крупенский        | 1850—1923  |                             |                                                             |
| Март 1915 — 2 марта 1917          | Михаил Николаевич Гирс                | 1856—1932  |                             |                                                             |
| Временное правительство России    |                                       |            |                             |                                                             |
| 24 марта 1917 — 26 октября 1917   | Михаил Николаевич Гирс                | 1856—1932  |                             |                                                             |
| РСФСР                             |                                       |            |                             |                                                             |
| 14 марта 1921 — 10 мая 1923       | Вацлав Вацлавович Воровский           | 1871—1923  |                             | Дипломатический представитель                               |
| СССР                              |                                       |            |                             |                                                             |
| 23 июля 1923 — 7 марта 1924       | Николай Иванович Иорданский           | 1876—1928  |                             | Дипломатический представитель                               |
| 7 марта 1924 — 4 апреля 1925      | Константин Константинович Юренев      | 1888—1938  | 27 марта 1924               | Полномочный представитель                                   |
| 4 апреля 1925 — 26 ноября 1926    | Платон Михайлович Керженцев           | 1881—1940  | 3 мая 1925                  | Полномочный представитель                                   |
| 26 ноября 1926 — 7 января 1928    | Лев Борисович Каменев                 | 1883—1936  | 4 марта 1927                | Полномочный представитель                                   |
| 28 января 1928 — 26 сентября 1932 | Дмитрий Иванович Курский              | 1874—1932  | 7 февраля 1928              | Полномочный представитель                                   |
| 26 сентября 1932 — 25 ноября 1934 | Владимир Петрович Потёмкин            | 1874—1946  | 31 октября 1932             | Полномочный представитель                                   |
| 25 ноября 1934 — 7 октября 1939   | Борис Ефимович Штейн                  | 1892—1961  | 15 января 1935              | Полномочный представитель                                   |
| 8 октября 1939 — 22 июня 1941     | Николай Васильевич Горелкин           | 1889—?     | 21 ноября 1940              | Полномочный представитель до 9 мая 1941, затем посол        |
| 20 марта 1944 — 9 февраля 1954    | Михаил Алексеевич Костылёв            | 1900—1974  | 28 апреля 1945              | Дипломатический представитель до 1 апреля 1945, затем посол |
| 9 февраля 1954 — 2 марта 1957     | Александр Ефремович Богомолов         | 1900—1969  | 24 февраля 1954             |                                                             |
| 2 марта 1957 — 21 мая 1966        | Семён Павлович Козырев                | 1907—1991  | 2 мая 1957                  |                                                             |
| 21 мая 1966 — 21 февраля 1980     | Никита Семёнович Рыжов                | 1907—1996  | 28 июня 1966                |                                                             |
| 21 февраля 1980 — 2 июля 1980     | Валентин Иванович Оберемко            | 1926—1980  | 12 марта 1980               |                                                             |
| 19 ноября 1980 — 12 апреля 1990   | Николай Митрофанович Луньков          | 1919—2021  | 10 декабря 1980             |                                                             |
| 3 мая 1990 — 25 декабря 1991      | Анатолий Леонидович Адамишин          | 1934—2025  | 21 мая 1990                 |                                                             |
| Российская Федерация              |                                       |            |                             |                                                             |
| 25 декабря 1991 — 24 декабря 1992 | Анатолий Леонидович Адамишин          | 1934—2025  |                             |                                                             |
| 11 декабря 1993 — 9 октября 1997  | Валерий Фёдорович Кеняйкин            | 1946—      |                             |                                                             |
| 14 ноября 1997 — 16 декабря 2003  | Николай Николаевич Спасский           | 1961—      | 11 декабря 1997             |                                                             |
| 20 января 2004 — 14 декабря 2012  | Алексей Юрьевич Мешков                | 1959—      | 17 февраля 2004             |                                                             |
| 6 мая 2013 — 4 апреля 2023        | Сергей Сергеевич Разов                | 1953—      | 18 июля 2013                |                                                             |
| 4 апреля 2023 — настоящее время   | Алексей Владимирович Парамонов        | 1962—      | 16 июня 2023                |                                                             |